# Cutry (Meurthe-et-Moselle)
Cutry é uma comuna francesa na região administrativa de Grande Leste, no departamento de Meurthe-et-Moselle. Estende-se por uma área de 5,97 km². Em 2010 a comuna tinha 1 066 habitantes (densidade: 178,6 hab./km²).